# Polizeiruf 110: Verzeih mir
Verzeih mir ist ein deutscher Kriminalfilm von Hartmut Griesmayr aus dem Jahr 2000. Der Fernsehfilm erschien als 221. Folge der Filmreihe Polizeiruf 110. Es war der letzte Fall, in dem Polizeipsychologin Silvia Jansen ermittelte.

## Handlung
Die Farbige Gerda Stadler ist Inhaberin einer Kfz-Werkstatt, in der auch ihre Tochter Marianne sowie die Mechaniker Bastian und Joachim, genannt Jogi, arbeiten. Bastian liebt Marianne und ihre Mutter wäre für die Verbindung. Marianne ist jedoch mit Jogi zusammen; beide planen, heimlich nach Neuseeland auszuwandern. Gerda erfährt von Bastian von Mariannes Plänen und findet kurz darauf den Safe der Werkstatt leer vor. Sie sucht Jogi in dessen Haus auf, wobei sie ihn mit ihrer Tochter im Bett erwischt. Marianne argwöhnt, dass Jogi auch mit Gerda ein Verhältnis hatte und verlässt ihn empört. Kurz darauf wird Jogis Leiche in seinem ausgebrannten Auto am Isarkanal gefunden.
Kriminalhauptkommissar Tauber wird über den Mord informiert; er hatte am Abend Besuch von der emotional erschöpften Polizeipsychologin Dr. Silvia Jansen erhalten, die den emotionslosen Tauber brauchte, um einmal ihre Probleme loszuwerden. Nun beginnt Tauber mit den Ermittlungen, wobei neben seiner Assistentin Alyin Sücel auch der „Neue“, Fritz, am Tatort erscheint und zahlreiche Anfängerfehler begeht. Jogi wurde angezündet, als er bereits tot war, wobei er mit einem schweren Gegenstand erschlagen wurde. Über Umwege erfährt Tauber, dass Jogi als V-Mann in der Autoschieberszene eingesetzt war und gerade gegen Schieber Roberto ermittelte. Sein Vorgesetzter Erich vermutet daher, dass die Automafia ihn umgebracht hat. Von Gerda erfährt Tauber, dass die Werkstatt ganz legal mit Roberto zusammenarbeitete. In Jogis Haus finden Tauber und Sücel unterdessen ein Ticket nach Neuseeland, einen Tresorschlüssel und eine große Menge Bargeld.
Marianne, die seit der Tat verschwunden ist, wird kurz darauf infolge eines Unfalls ins Krankenhaus eingeliefert. Silvia Jansen erfährt, dass Marianne aufgrund ihrer unklaren Vergangenheit verzweifelt ist und einen Selbstmordversuch unternommen hat, wie auch Gerda vor drei Jahren wegen Suizidversuchs in die Psychiatrie eingewiesen worden war. Marianne hat nie erfahren, wer ihr Vater ist und wer der Vater ihrer Mutter war. Gerda meint nur, dass beide tot seien. Nachdem ein Zeitungsartikel über den Mord an Jogi erschienen ist, stellt sich Gerda der Polizei und gibt zu, Jogi ermordet zu haben. Er habe eine Affäre mit ihr gehabt und sie um 50.000 D-Mark erpresst, da andernfalls Marianne etwas davon erfahren hätte. Als er jedoch eine Beziehung mit Marianne begonnen habe, habe sie rot gesehen. Gerda wird in Untersuchungshaft genommen, auch wenn Silvia Jansen von ihrer Unschuld überzeugt ist. Bastian übernimmt als einziger verbleibender Mitarbeiter die Verantwortung für die Werkstatt. Er erhält einen Anruf von Roberto und fährt mit einem Wagen mit präparierten Nummernschildern zu ihm. Wenig später wird Roberto tot aufgefunden, wobei bei ihm eine Goldkette mit den Namen Jogi und Marianne liegt. Dennoch ahnt Tauber, dass hier nur eine falsche Fährte gelegt werden soll. Gerda wiederum bleibt bei ihrer Version, die Täterin zu sein, auch wenn Marianne, die sie decken wollte, unschuldig ist. Sie habe zu viel Schuld auf sich geladen.
Um den Mutter-Tochter-Konflikt zu lösen, bittet Silvia Jansen Tauber, in Gerdas Heimatdorf nach ihrer Vergangenheit zu forschen. Für den Einsatz von zwei Steaks, die Tauber gerne isst, jedoch einarmig nie zuschneiden kann, beginnt Tauber mit Nachforschungen. Er findet heraus, dass Gerda unehelich gezeugt wurde, der Vater aus Kriegsgefangenschaft heimkehrte und sich nach dem Anblick des schwarzen Mädchens angeblich das Leben nahm. Zudem berichten die Dorfbewohner vom schwarzen Charlie Brown, der ins Dorf gekommen sei und Gerda mit sich in die USA habe nehmen wollen, dann jedoch von einem Hang in den Tod stürzte. Nach einigen Befragungen kann Tauber schließlich zwei alte Dorfbewohner dazu bringen, den Mord an Charlie Brown zu gestehen. Sie werden festgenommen; der dritte Täter, Hias, war bereits vor vielen Jahren erschlagen worden. Gerda berichtet Marianne unterdessen von ihrem Vater, so sei sie im Dorf während ihrer Ausbildung von Hias vergewaltigt worden und habe ihn erschlagen; von Tauber erfahren beide Frauen kurz darauf vom Schicksal von Gerdas Vater.
Als Verdächtiger im Mordfall Jogi scheint immer mehr Bastian infrage zu kommen. Alyin Sücel und Fritz beginnen auf Taubers Anweisung hin, Bastian sichtbar zu beschatten, bis er zusammenbricht. Er gesteht Silvia Jansen sowohl den Mord an Jogi als auch an Roberto. Anschließend nimmt er sie als Geisel und kapert einen Schulbus. Erst Tauber gelingt es in einer waghalsigen Aktion, den Bus zu stoppen, wobei Bastian seine Waffe verliert und von Silvia Jansen dingfest gemacht werden kann. Als die Aktion vorbei ist, lädt Silvia Jansen Tauber zu einem Steak ein und der Kommissar verneigt sich vor ihr.

## Produktion
Verzeih mir wurde vom 8. November bis 9. Dezember 1999 in München und Umgebung gedreht. Die Kostüme des Films schuf Annette Reinecke-Popp, die Filmbauten stammen von Jochen Schumacher. Der Film erlebte am 22. Oktober 2000 im Ersten seine Fernsehpremiere. Die Zuschauerbeteiligung lag bei 22,9 Prozent (7,67 Millionen Zuschauern), womit der Film nach der Formel-1-Übertragung und der Tagesschau die meistgesehene Sendung des Tages war.
Es war die 221. Folge der Filmreihe Polizeiruf 110. Silvia Jansen ermittelte in ihrem 6. und letzten Fall. Es war der dritte Fall, den sie in Zusammenarbeit mit Jürgen Tauber löste. Zunächst war die Rolle der Polizeipsychologin Jansen nur für vier Filme angelegt gewesen, wurde wegen des großen Zuschauererfolgs aber um zwei weitere Fälle verlängert. Eine Fortführung des Konzepts sah der BR jedoch als zu schwierig an, da man „dafür ja auch immer psychologische Fälle“ brauche.

## Kritik
„Hier gibt es nichts zu verzeihen: gut gemacht“, schrieb die TV Spielfilm und stellte fest, dass die Konzentration des Films auf Tauber und nicht auf Jansen dem Krimi gut tue. Die Ostthüringer Zeitung bedauerte das Ende des Gespanns Jansen-Tauber, zumal der „hervorragend besetzte…, psychologische… Krimi“ gelungen sei. „Der kurzweilige Krimi bot eine abwechslungsreiche Handlung, solide Spannung, ausreichend Überraschungen sowie ansehnliche Darsteller, dankte seine besondere Qualität jedoch vor allem dem interessanten Ermittlerteam aus einem Kommissar und einer Polizeipsychologin“, stellte die Passauer Neue Presse fest, und fasste zusammen: „Originell und unterhaltsam.“ Für die Berliner Morgenpost war Jansens letzter Fall „ein starker Abgang“, so sei der Film „ein psychologisch stimmiger Krimi mit gut gezeichneten, komplexen Figuren, überzeugenden Darstellern, pointierten Dialogen und einem verwirrenden Handlungsgeflecht, das bis zum Schluss für Spannung sorgte“.
Vor allem Edgar Selges Figur des Jürgen Tauber wurde gelobt: „Keine Figur unter deutschen Fernsehfahndern ist derzeit so aufregend wie dieser einarmige Polizeimann. Dieser verkrüppelte Single schillert zwischen Zynismus, Selbstmitleid und Schüchternheit. Schneidend scharf kann er Kollegen und Delinquenten zurechtweisen, aber, wie in der jetzigen Folge, auch das Gegenteil sein: ein Sensibelchen, bei dem selbst die Seelenklempnerin der Polizei (Gaby Dohm) sich fallen lässt.“ Selge habe den Krimi „über die Runden [ge]tragen“ und tat es „erneut mit jener hingebungsvollen Mischung aus Trotz, Souveränität und Sarkasmus, die die Figur des einarmigen Ermittlers tatsächlich aus der Riege all der anderen Kommissare heraushebt“, schrieb der Südkurier. Tauber sei „ein wirkliches Original unter den derzeitigen Fernsehkommissaren, weswegen die titelgebende Bitte um Verzeihung gern erfüllt wird“, befand die Leipziger Volkszeitung.
„Die Defizite des Drehbuchs werden durch stellenweise überaus witzige und humorvolle Dialoge ein wenig konterkariert“, schrieb die Stuttgarter Zeitung. Für die Frankfurter Rundschau war nur Selges Tauber ein Lichtblick des Films. Verzeih mir wiederum wurde als „ein biederer, deutscher Fernsehkrimi, spannungslos wie ein ausgeleiertes Gummiband, langweilig bis zum harmonisierenden Schluss“ bezeichnet.